# Wojsław (województwo opolskie)
Wojsław – wieś w Polsce położona w województwie opolskim, w powiecie brzeskim, w gminie Grodków.
Znajduje się przy drodze wojewódzkiej nr 401 biegnącej z Nysy do Oławy.

## Nazwa
Nazwa miejscowości pochodzi od staropolskiego imienia Wojsław utworzonego z połączenia dwóch wyrazów wojownik oraz sława, która oznacza sławny wojownik. W księdze łacińskiej Liber fundationis episcopatus Vratislaviensis (pol. Księga uposażeń biskupstwa wrocławskiego) spisanej za czasów biskupa Henryka z Wierzbna w latach 1295–1305 miejscowość wymieniona jest w zlatynizowanej formie Woyslai villa. W granicach Niemiec wieś do 1945 roku nazywała się Woisselsdorf.

## Historia
Pierwsze wzmianki o miejscowości pochodzą z przełomu XIII wieku i XIV wieku. Założono go na terenie wykarczowanego lasu. Początkowo władzę nad nią miał klasztor w Kamieńcu Ząbkowickim.
W latach 1975–1998 miejscowość administracyjnie należała do ówczesnego województwa opolskiego.

## Zabytki
Do wojewódzkiego rejestru zabytków wpisany jest:
- kościół par. pw. Wszystkich Św., z XVI-XVIII w. barokowo-renesansowy, którego początki datuje się na XVI wiek. Jest w nim późnogotyckie tabernakulum, wmurowane w ścianę prezbiterium
  - ogrodzenie z bramkami

inne zabytki:
- Stary kamienny krzyż nieustalonego wieku, nazywany "kamiennym nosem" (Steineren Nase) stojący obok muru cmentarza kościelnego[8]. Według legendy postawił go  młodzieniec, który zastrzelił nieumyślnie swoją żonę

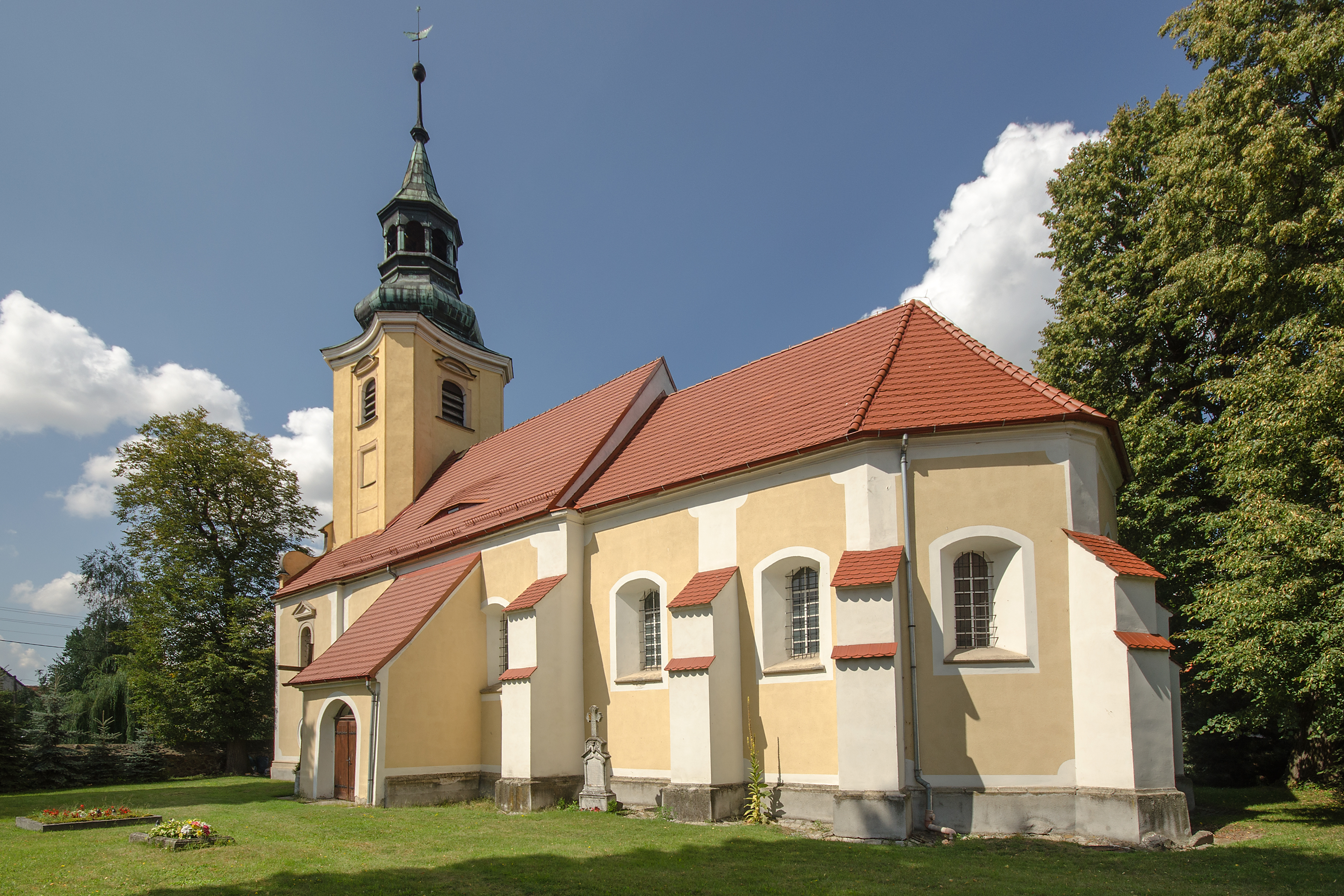
Kościół Wszystkich Świętych
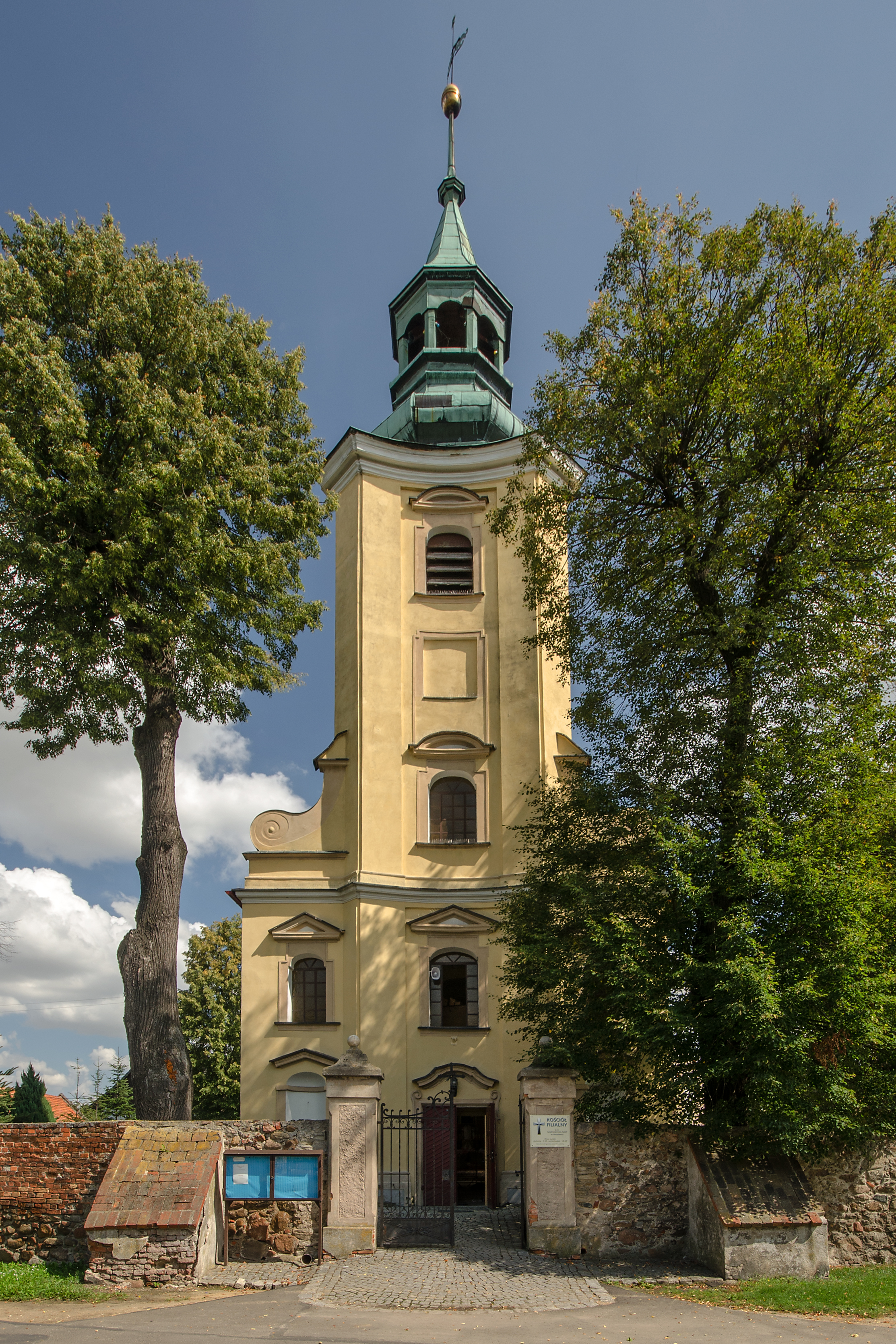
Kościół Wszystkich Świętych
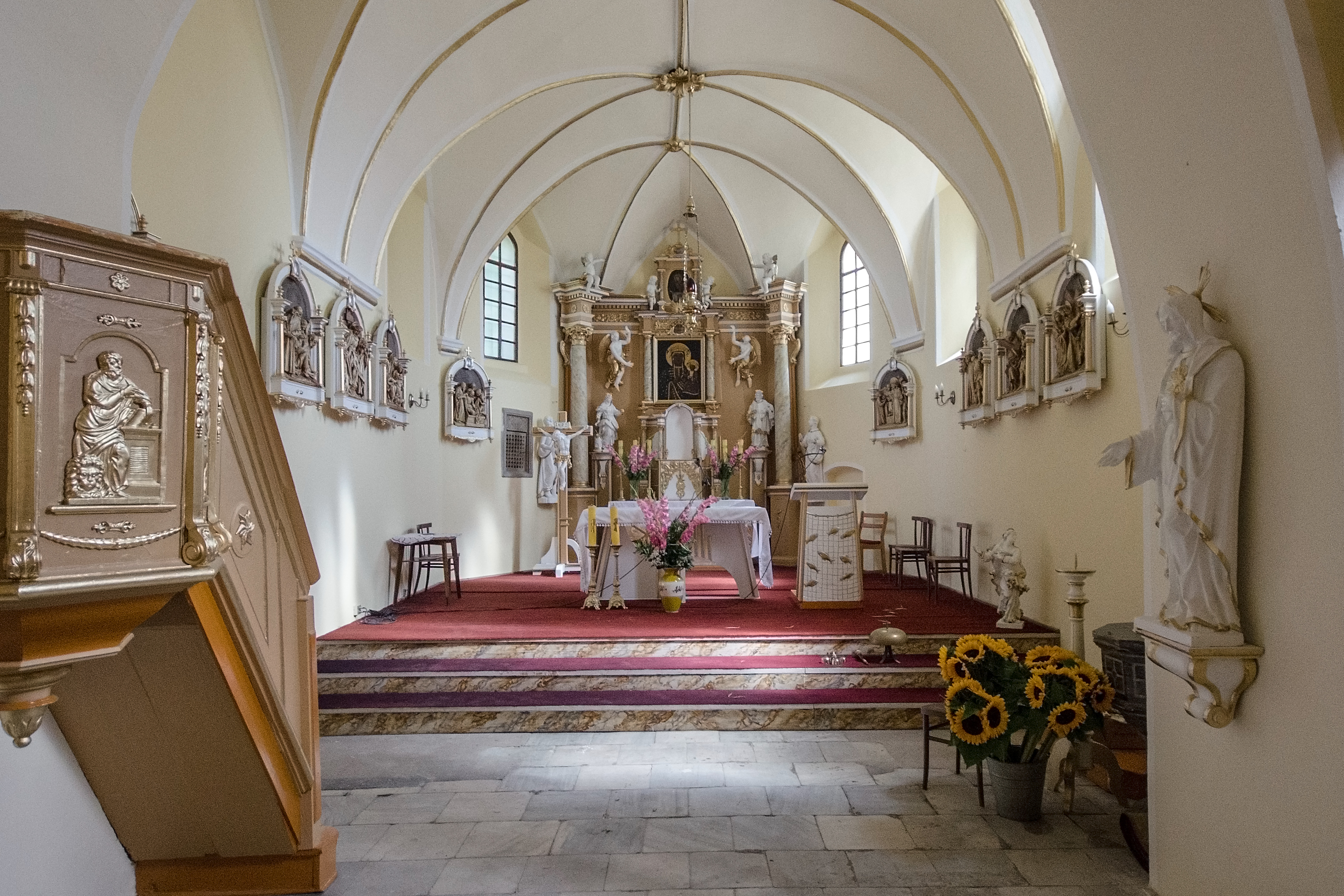
Kościół Wszystkich Świętych - wnętrze
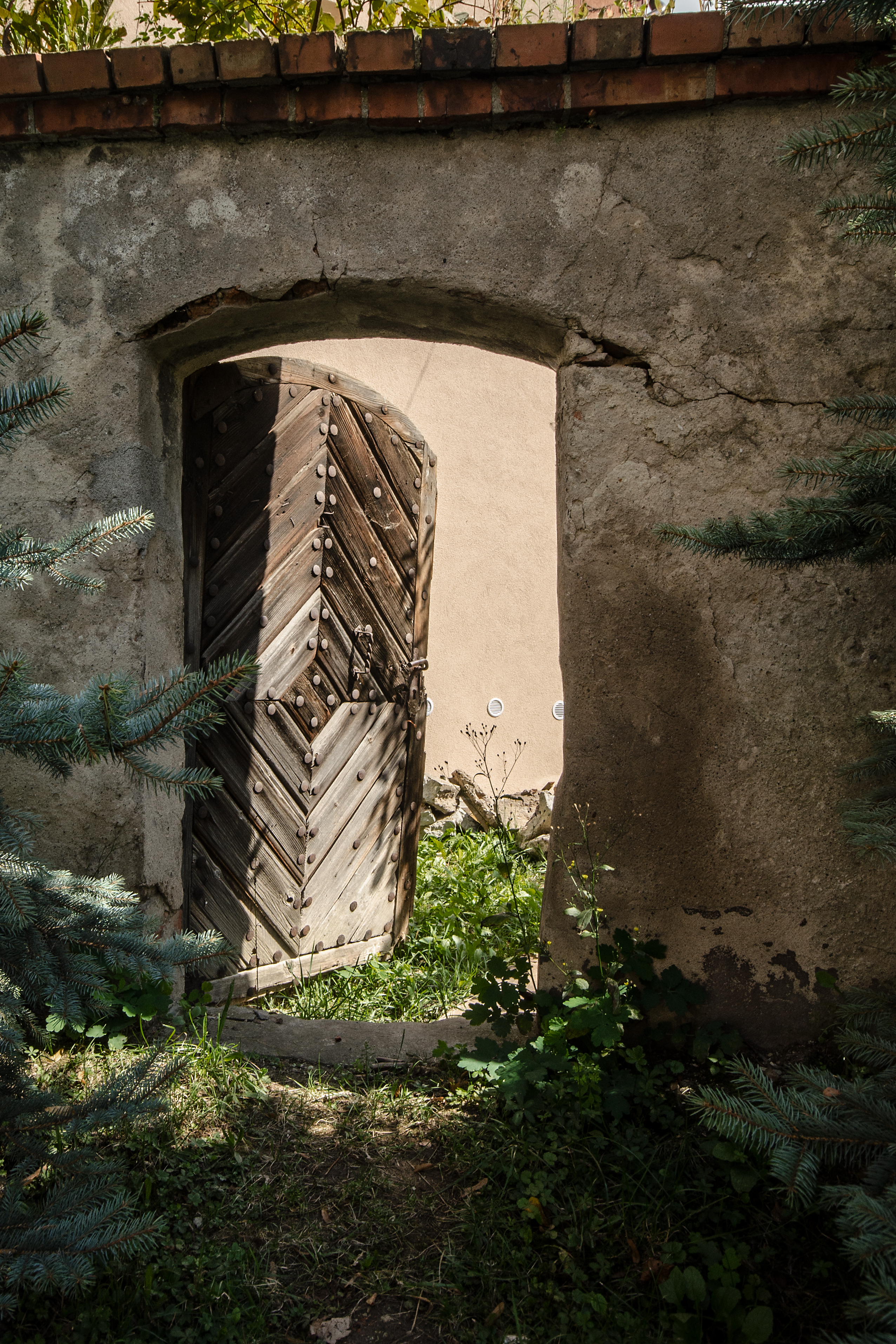
Ogrodzenie kościoła
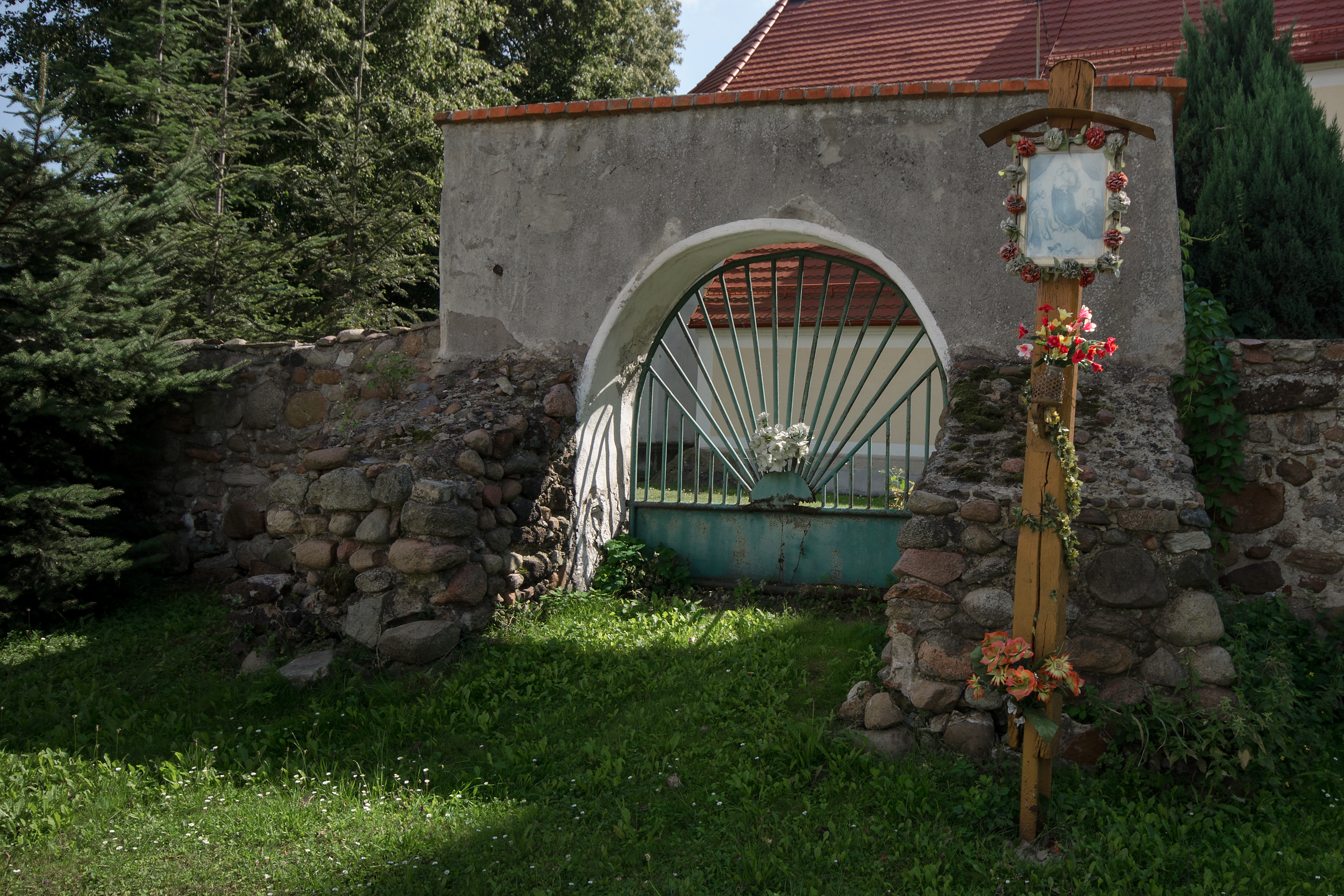
Ogrodzenie kościoła
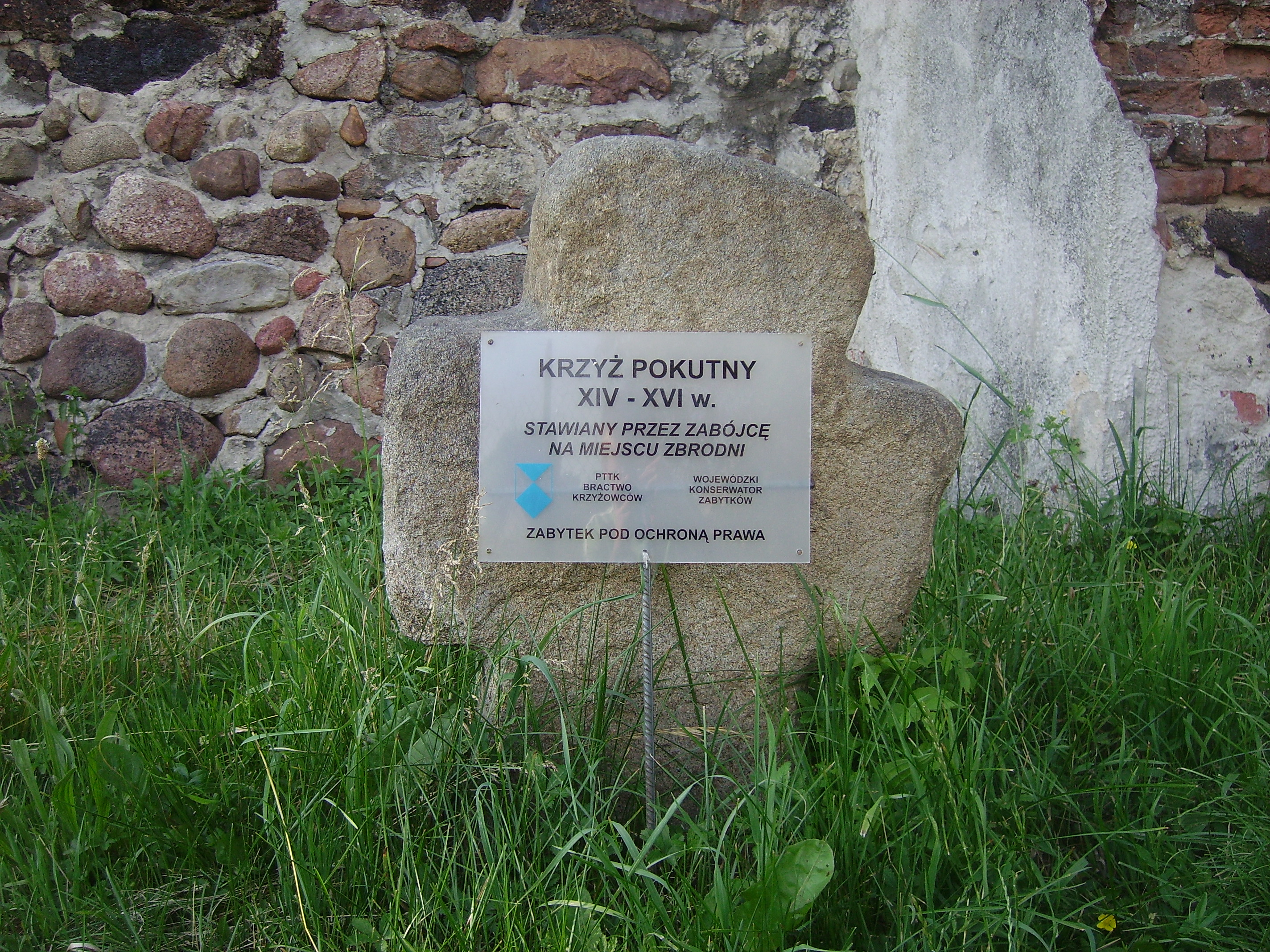
Kamienny krzyż
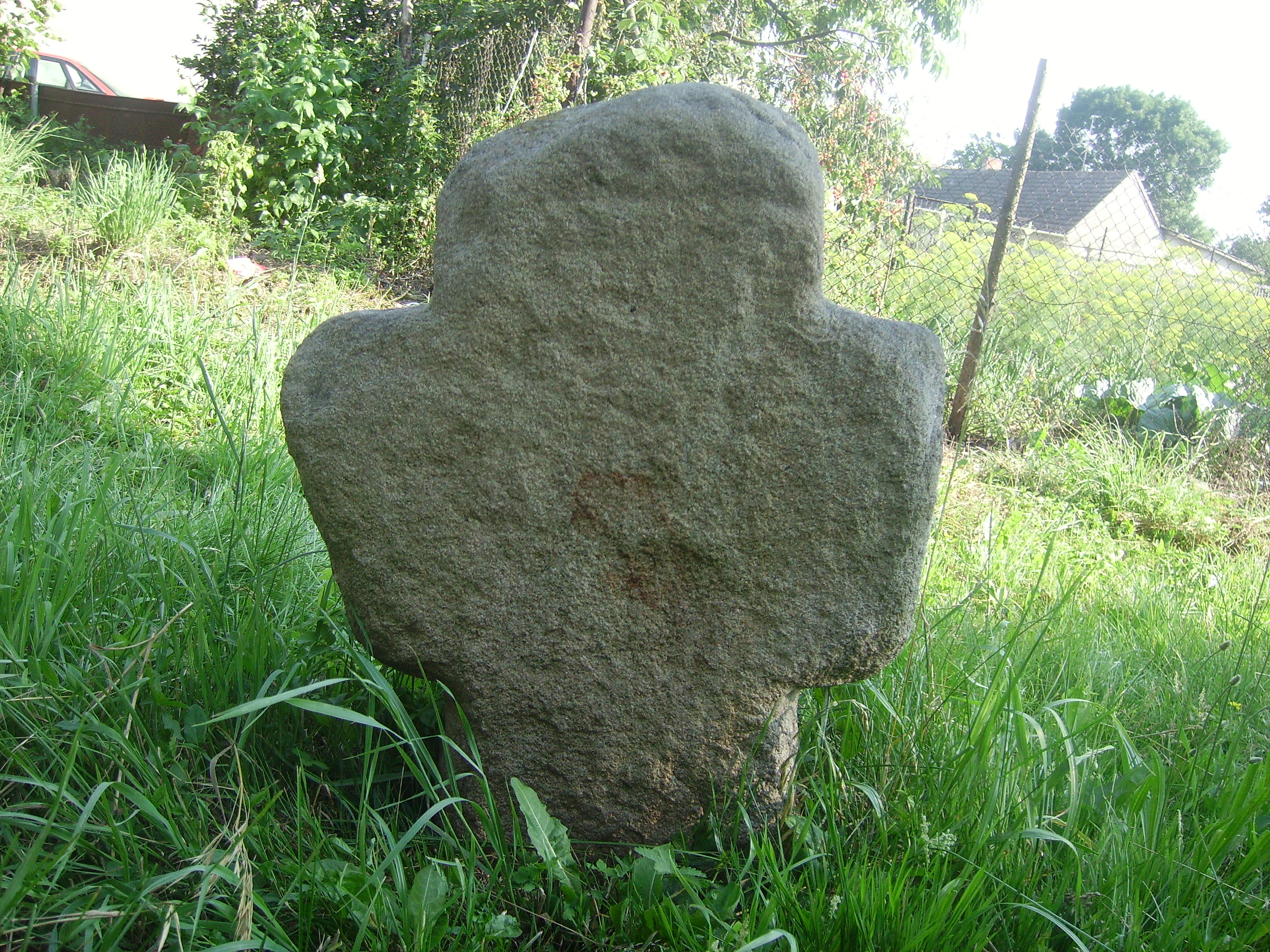
Kamienny krzyż z drugiej strony